# Manavgat (Antalya)
Pour les articles homonymes, voir Manavgat.
Manavgat est une ville et un district de la province d'Antalya dans la région méditerranéenne en Turquie.

## Géographie
La ville possède une grande mosquée moderne à quatre minarets (2004).

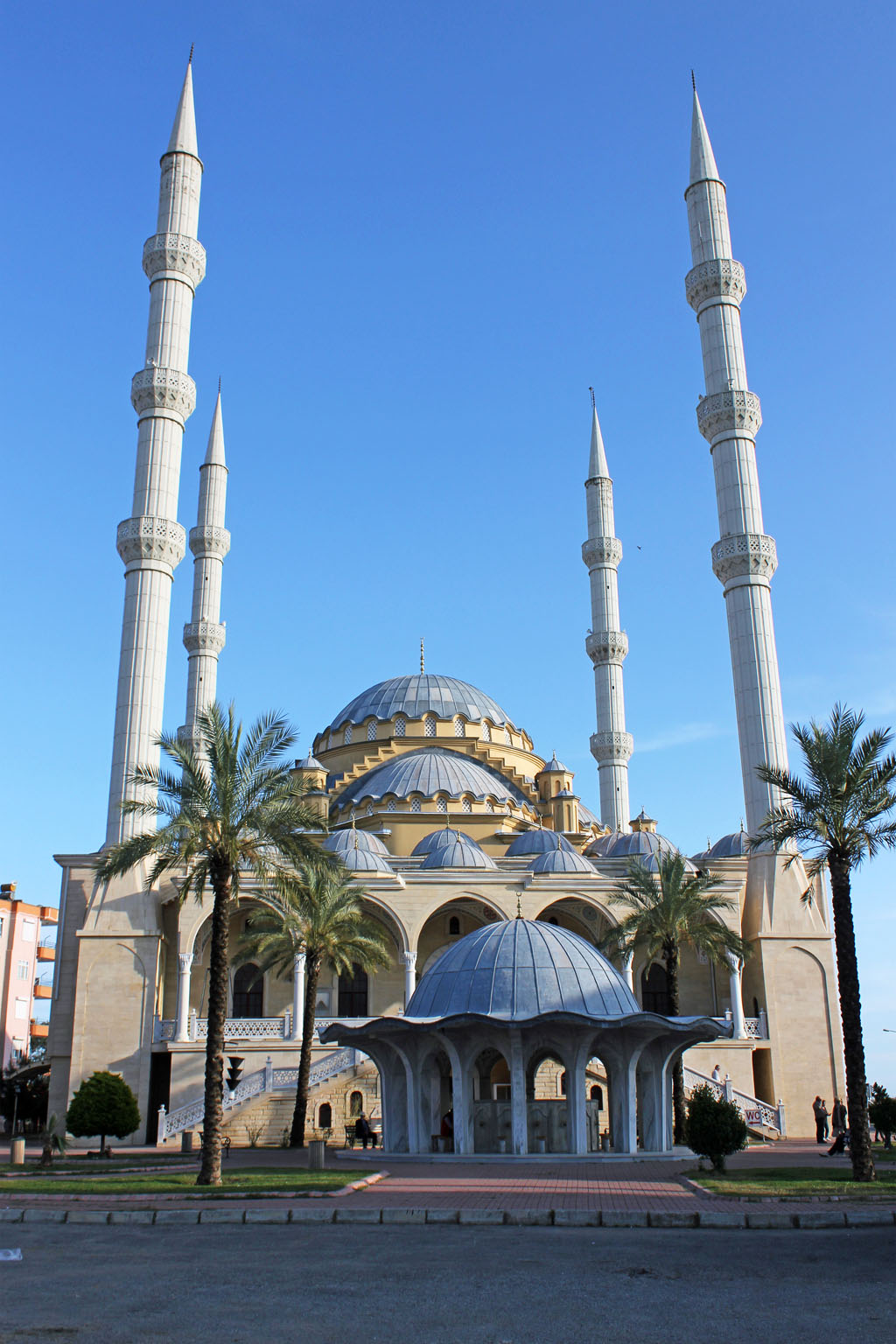
Mosquée de Manavgat, extérieur
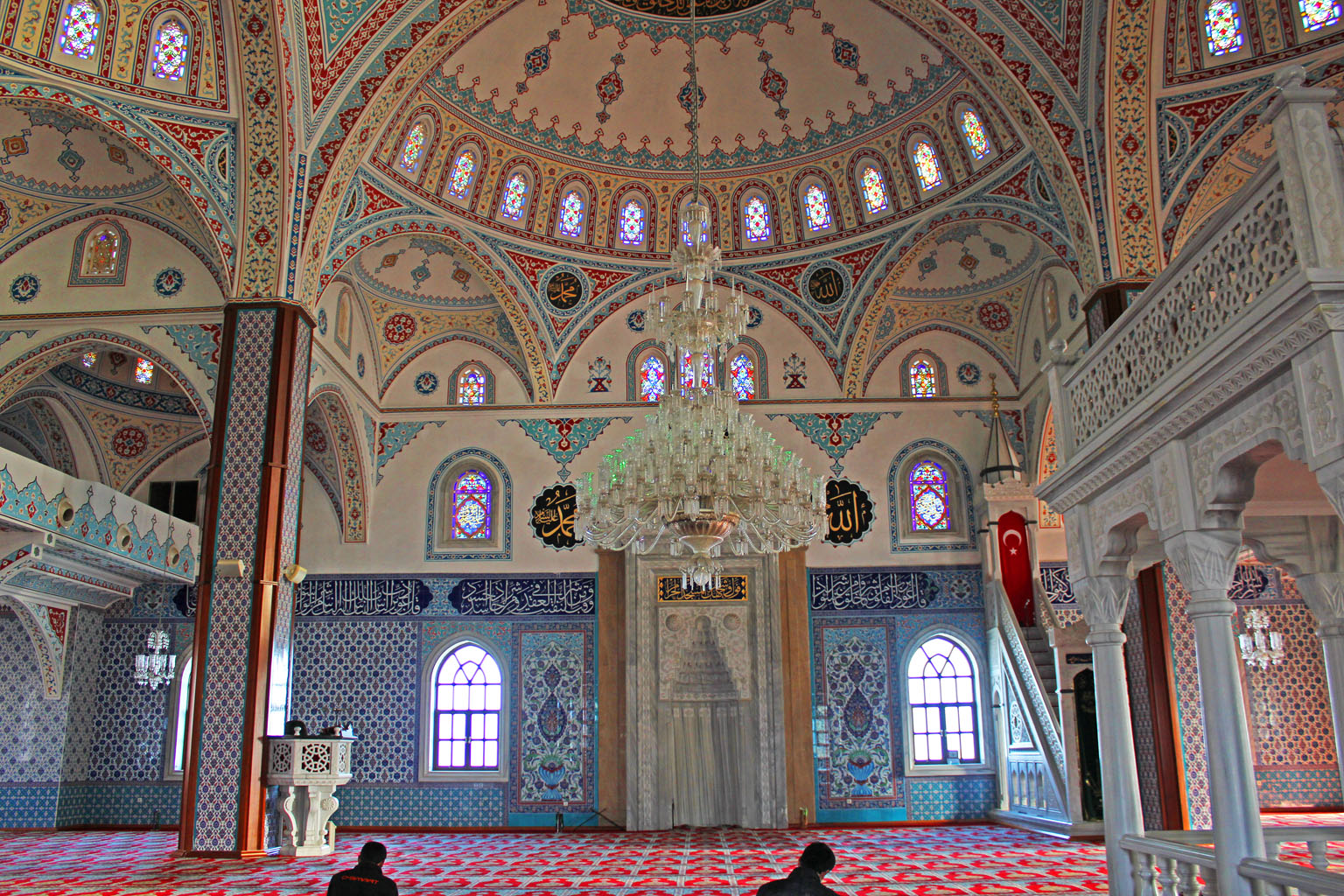
Mosquée de Manavgat, intérieur, entrée
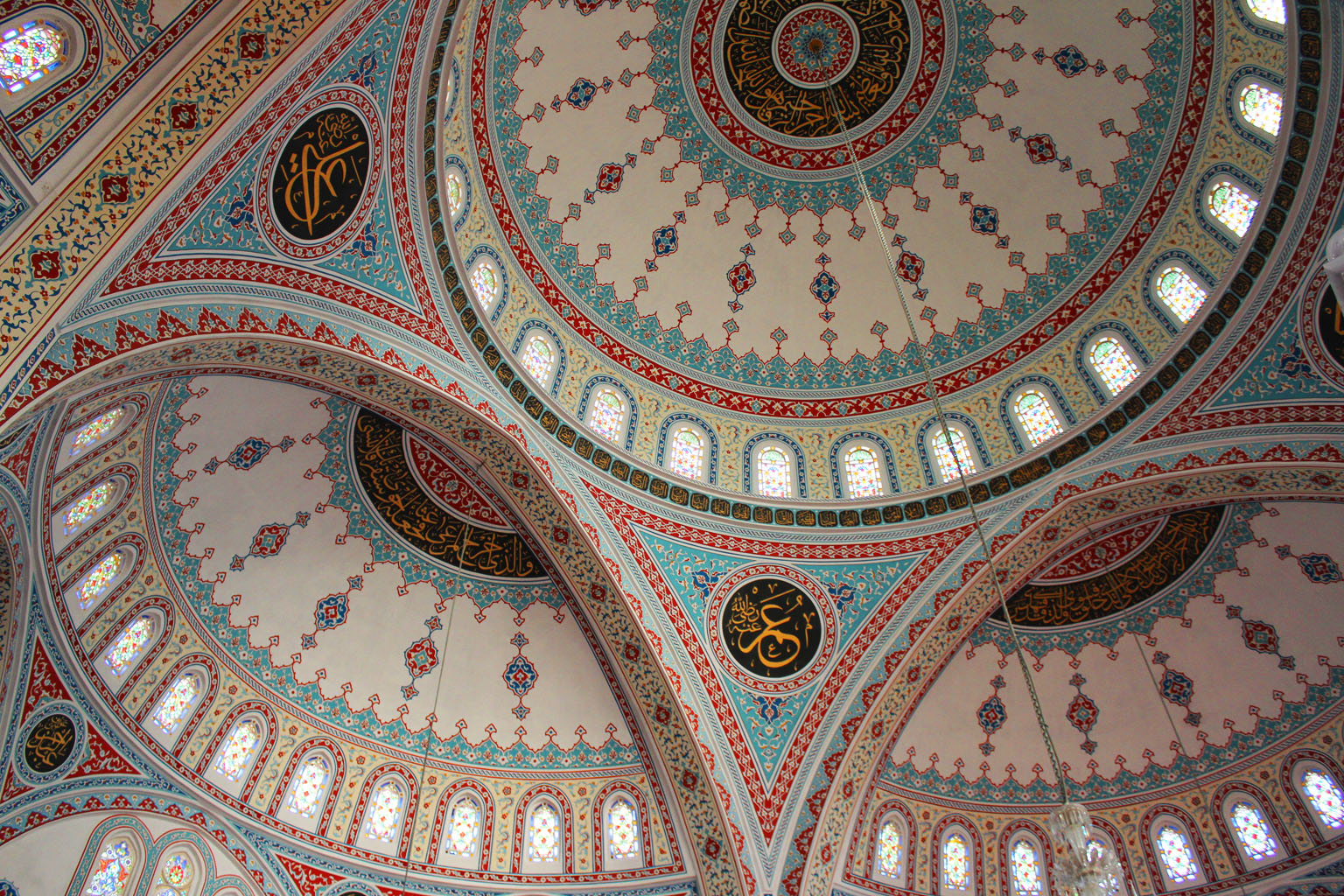
Mosquée de Manavgat, intérieur, coupoles
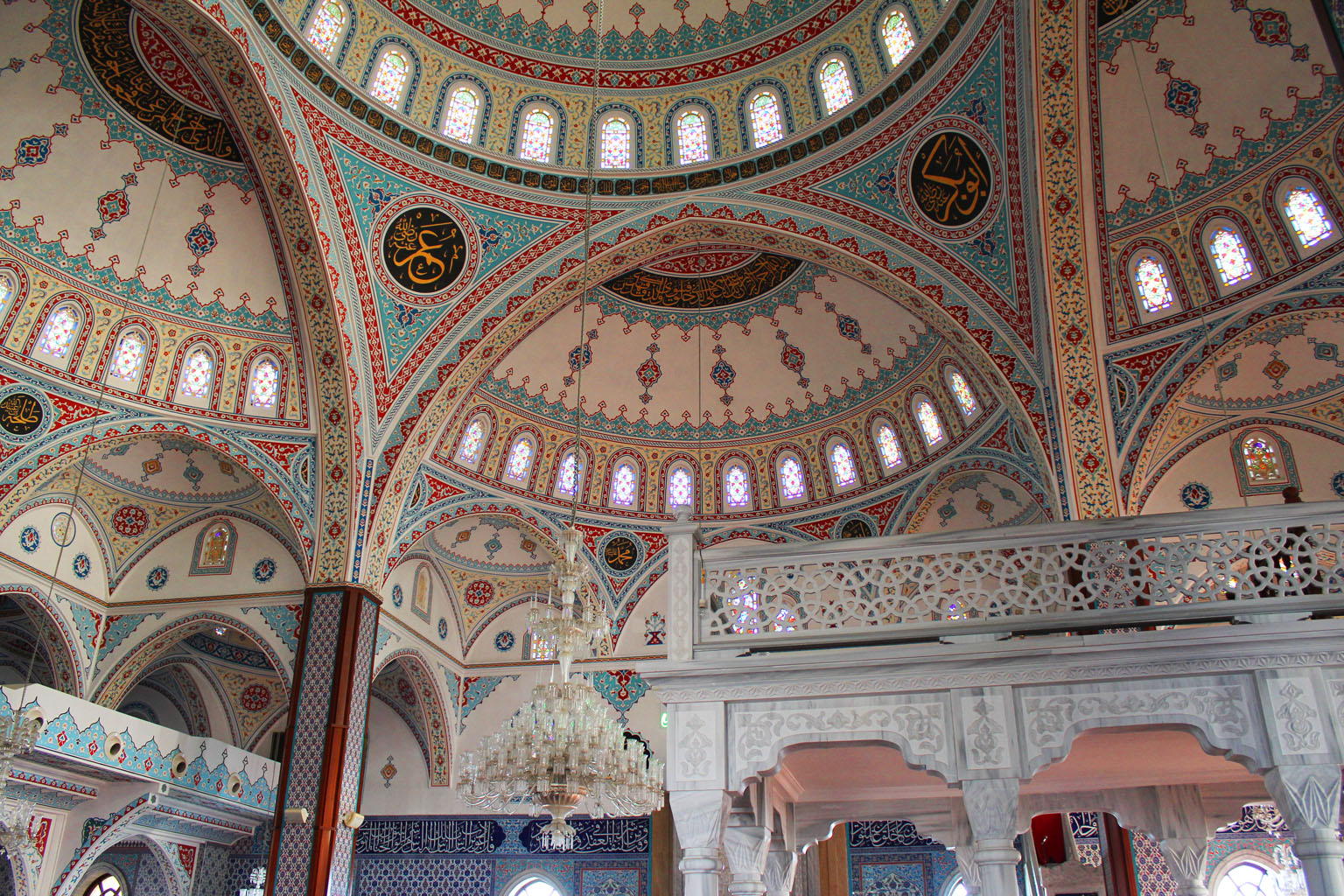
Mosquée de Manavgat, intérieur, droite
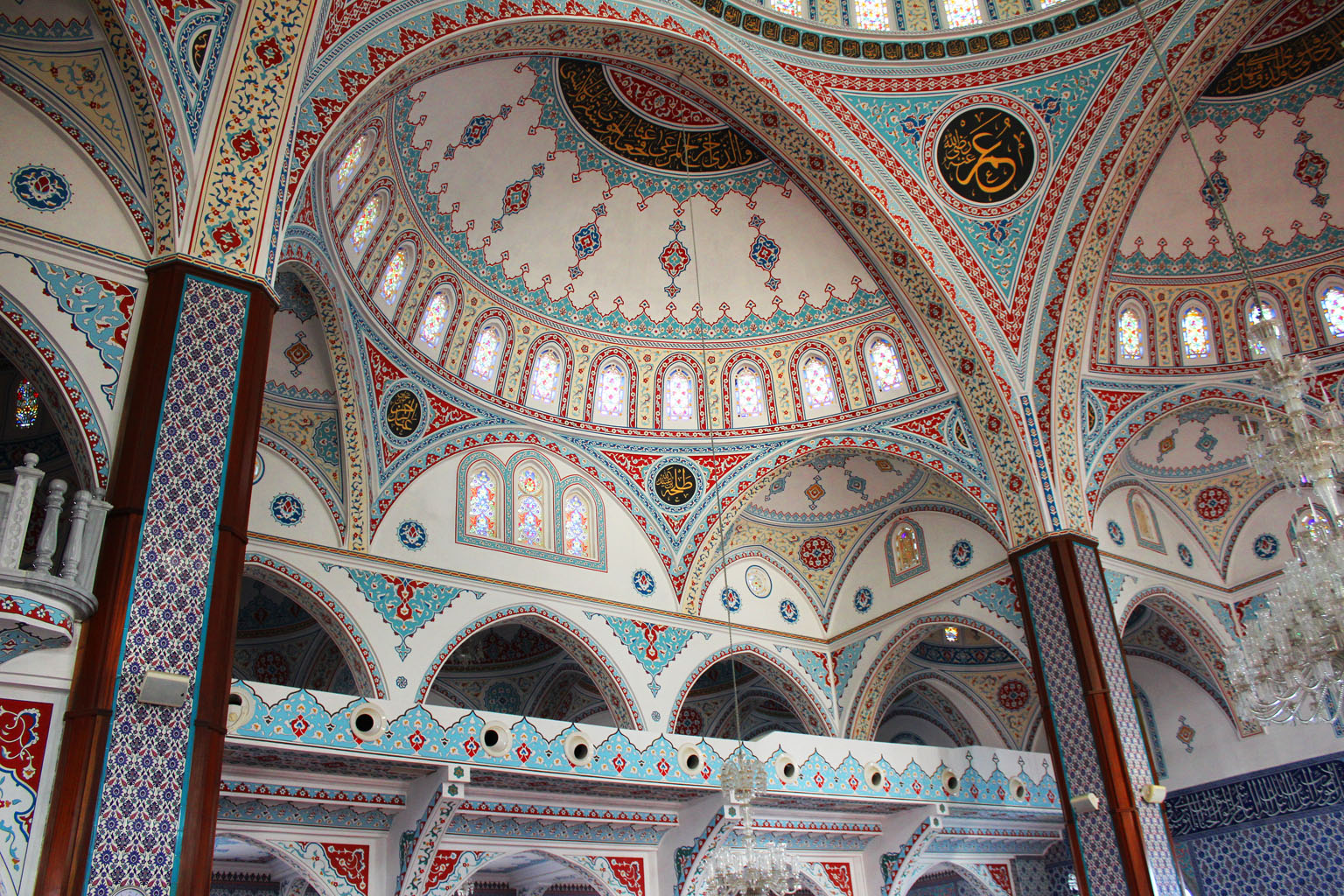
Mosquée de Manavgat, intérieur, gauche

## Histoire
Située à proximité de la cité antique de Sidé, la ville est conquise par Alexandre le Grand en -333. Elle passe aux Turcs Seldjoukides en 1220 puis aux Ottomans en 1472.